# Draba sobolifera
Draba sobolifera là một loài thực vật có hoa trong họ Cải. Loài này được Rydb. mô tả khoa học đầu tiên năm 1903.